# ماثيو جارفيس

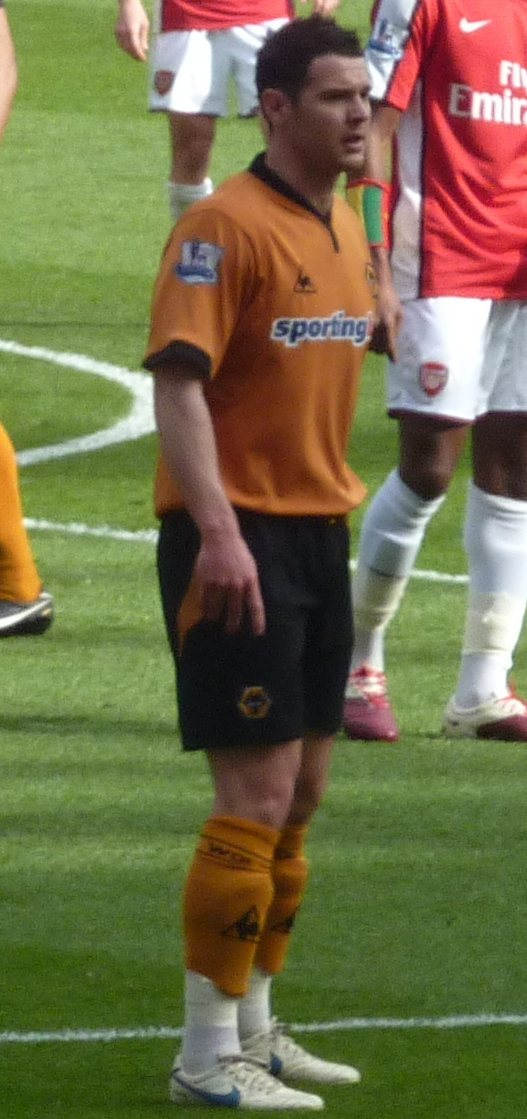
ماثيو جارفيس

ماثيو جارفيس (بالإنجليزية: Matt Jarvis)‏ (مواليد 22 مايو 1986 في ميدلزبره - إنجلترا) لاعب كرة قدم إنجليزي يلعب حاليا لصالح نادي الدرجة الممتازة وولفرهامبتون واندررز الإنجليزي منذ 2007 في مركز الجناح .

## مسيرته الكروية
لعب ماثيو جارفيس خلال مسيرته الاحترافية مع 6 أندية في عشرون موسمًا وسجل خلالها 37 هدفًا ضمن 382 مباراة. ولم يفز بأي موسم بالكأس أو بالدوري.
خاض ماثيو جارفيس مسيرته مع نادي غيلينغهام في موسم 2003–04 ليلعب معه أربعة مواسم، مشاركًا في 110 مباراة سجل خلالها 12 هدفًا. ثم انتقل إلى نادي وولفرهامبتون واندررز في موسم 2007–08 ليلعب معه ستة مواسم، حيث شارك في 164 مباراة سجل خلالها 19 هدفًا. لينتقل بعدها إلى نادي وست هام يونايتد في موسم 2012–13 ليلعب معه أربعة مواسم، مشاركًا في 78 مباراة سجل خلالها 4 أهداف. ثم انتقل إلى نادي نورويتش سيتي في موسم 2015–16 ليلعب معه أربعة مواسم، مشاركًا في 19 مباراة سجل خلالها هدفًا واحدًا. هذا وانتقل لاحقًا إلى نادي والسول في موسم 2018–19 لمدة موسم واحد، مشاركًا في 9 مباريات ولم يسجل أي هدف. ثم انتقل بعدها إلى نادي وكينغ في موسم 2019–20 لمدة موسم واحد، مشاركًا في مباراتين سجل خلالها هدفًا واحدًا.

## روابط خارجية
- ماثيو جارفيس على موقع الاتحاد الأوربي (الإنجليزية)
- ماثيو جارفيس على موقع قاعدة بيانات كرة القدم.إي يو (الإنجليزية)
- ماثيو جارفيس على موقع ناشيونال فوتبول تيمز (الإنجليزية)
- ماثيو جارفيس على موقع Soccerbase.com (لاعب) (الإنجليزية)
- ماثيو جارفيس على موقع Soccerway.com (الإنجليزية)
- ماثيو جارفيس على موقع عالم كرة القدم.نت (الإنجليزية)
- ماثيو جارفيس على موقع كووورة
- ماثيو جارفيس على موقع AS.com (الإسبانية)